# Intel-Skylake-Mikroarchitektur
Skylake ist der Codename einer Prozessor-Mikroarchitektur des Chipherstellers Intel, die als Nachfolger der Intel-Broadwell-Mikroarchitektur im 3. Quartal 2015 veröffentlicht wurde. Wie die Broadwell- beruhen auch die Skylake-Prozessoren auf einem 14-nm-Verfahren. Als sechste Generation der Intel-Core-Familie beginnen die meisten Prozessornummern mit einer „6“.

## Design
Skylake arbeitet mit dem im August 2015 vorgestellten neuen Sockel 1151. Alle Skylake-Chips belichtet Intel so wie die Vorgänger-Generation im 14-nm-FinFET-Prozess. Als Chipsatz kommen anfangs Chipsätze mit dem Codenamen Sunrise Point (Intel-100-Serie) zum Einsatz, ab 2016 auch mit dem Codenamen Union Point. Die neuen Prozessoren unterstützen DDR3L- und DDR4-Arbeitsspeicher. Einige Varianten verfügen außerdem über L4-Cache. Je nach Modell besitzen die Prozessoren zwei oder vier Prozessorkerne.

## Verbesserungen
Die Chips wurden insbesondere bezüglich des Stromverbrauchs optimiert. Skylake unterstützt Thunderbolt 3 und 5K-Displays mit 60 Hz, sowie das gleichzeitige Ansteuern von drei 4K-Displays. Die integrierten Grafikchips mit einer maximalen Frequenz von 1,15 GHz erreichen bis zu 1152 GFLOPS und ermöglichen deutlich bessere Grafikleistungen als die Chips der Vorgängergeneration. Sie unterstützen DirectX 12. Die „HD Graphics“ erhalten Bezeichnungen aus dreistelligen Zahlen aus dem 500er-Bereich (510/515/520/530/540/550). Erstmals stehen auch Xeon-Prozessoren für mobiles Computing zur Verfügung.
Skylake bringt im Vergleich zur Vorgänger-Architektur erweiterte Unterstützung für hardwarebeschleunigtes De- und Enkodieren von Multimedia-Formaten („Intel Quick Sync Video“- oder kurz: „Quick Sync“-Funktion). Zum Beispiel beschleunigt Skylake das 8-Bit-De-/Enkodieren von H.265/HEVC-Inhalten, partielles 10-Bit-Dekodieren von H.265/HEVC-Inhalten, partielles De-/Enkodieren von VP9-Inhalten und das Enkodieren von JPEG-Bildern mit einer Auflösung von bis zu 16.000×16.000 Pixeln.
Sämtliche Skylake-Prozessoren unterstützen die Befehlssätze MMX, AES-NI, Intel 64, SSE, SSE2, SSE3, SSSE3, SSE4, SSE4.1, SSE4.2 und SGX, Prozessoren ab i3 zusätzlich auch AVX und AVX2, Prozessoren ab i5 auch TSX und TXT. Für die Xeon EP/EX-Modelle ist die Realisierung von AVX-512 angekündigt.
Die mobilen Core-M-Prozessoren erhalten neue Modellnummern, die an die i3-, i5- sowie i7-Nomenklatur angelehnt ist: m3, m5 und m7.

## Prozessorvarianten
2015 erschienen 51 neue Skylake-Prozessoren:
- Fünf 4,5-Watt-Y-Prozessoren für Tablets und Intel Compute Sticks[6]
- Zehn 15-Watt- und vier 28-Watt-U-Prozessoren für Tablets und dünne Notebooks
- Ein 35-Watt- und sechs 45-Watt-H-Prozessoren für leistungsfähige Notebooks
- Zwei 45-Watt-Xeon-Prozessoren für mobile Workstations
- Zwölf 65-Watt- und neun 35-Watt-T-Desktopprozessoren
- Zwei 91-Watt-K-Prozessoren zum Übertakten für Desktop-PCs

## Chipsatz für Skylake-Generation
Es werden neue Chipsätze gegenüber der Broadwell-Generation benötigt:
- 100er Serie[7] diese Chipsätze sind mit einem Update teilweise auch für  Kaby-Lake-Prozessoren geeignet.
- 200er Serie[8] X299 für Skylake-X, ansonsten auch für Kaby-Lake-Prozessoren geeignet